# Ōigawa Tetsudō
Die Ōigawa Tetsudō (japanisch 大井川鐵道株式会社, Ōigawa Tetsudō Kabushiki-gaisha, englisch Ōigawa Railway Co.), auch Daitetsu (大鐵) genannt, ist eine japanische Bahngesellschaft. Das Unternehmen mit Sitz in Shimada betreibt zwei Bahnlinien in der Präfektur Shizuoka. Bekannt ist sie vor allem für ihre zahlreichen Sonderzüge mit historischen Fahrzeugen.

## Unternehmen

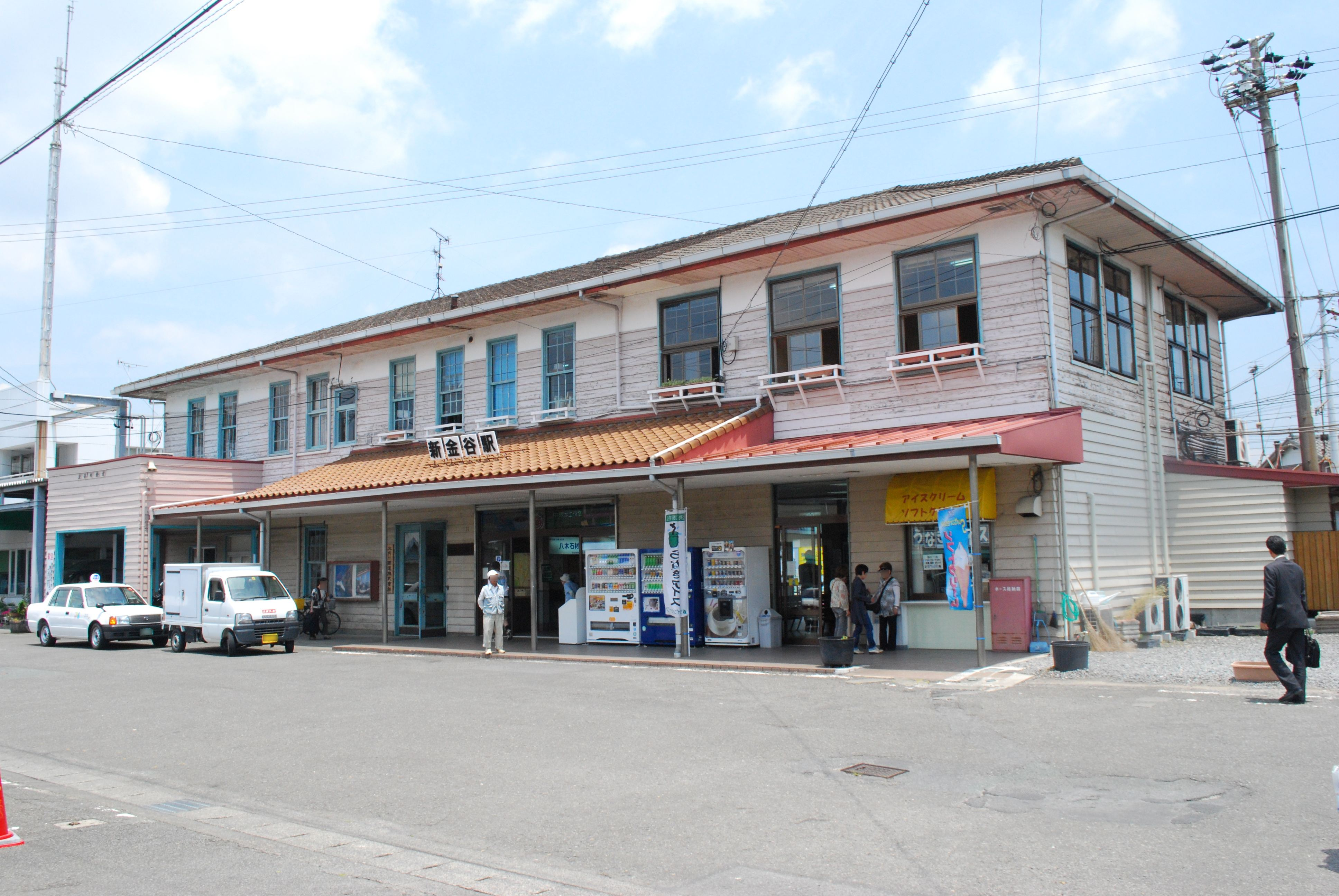
Bahnhof Shin-Kanaya (Hauptsitz)

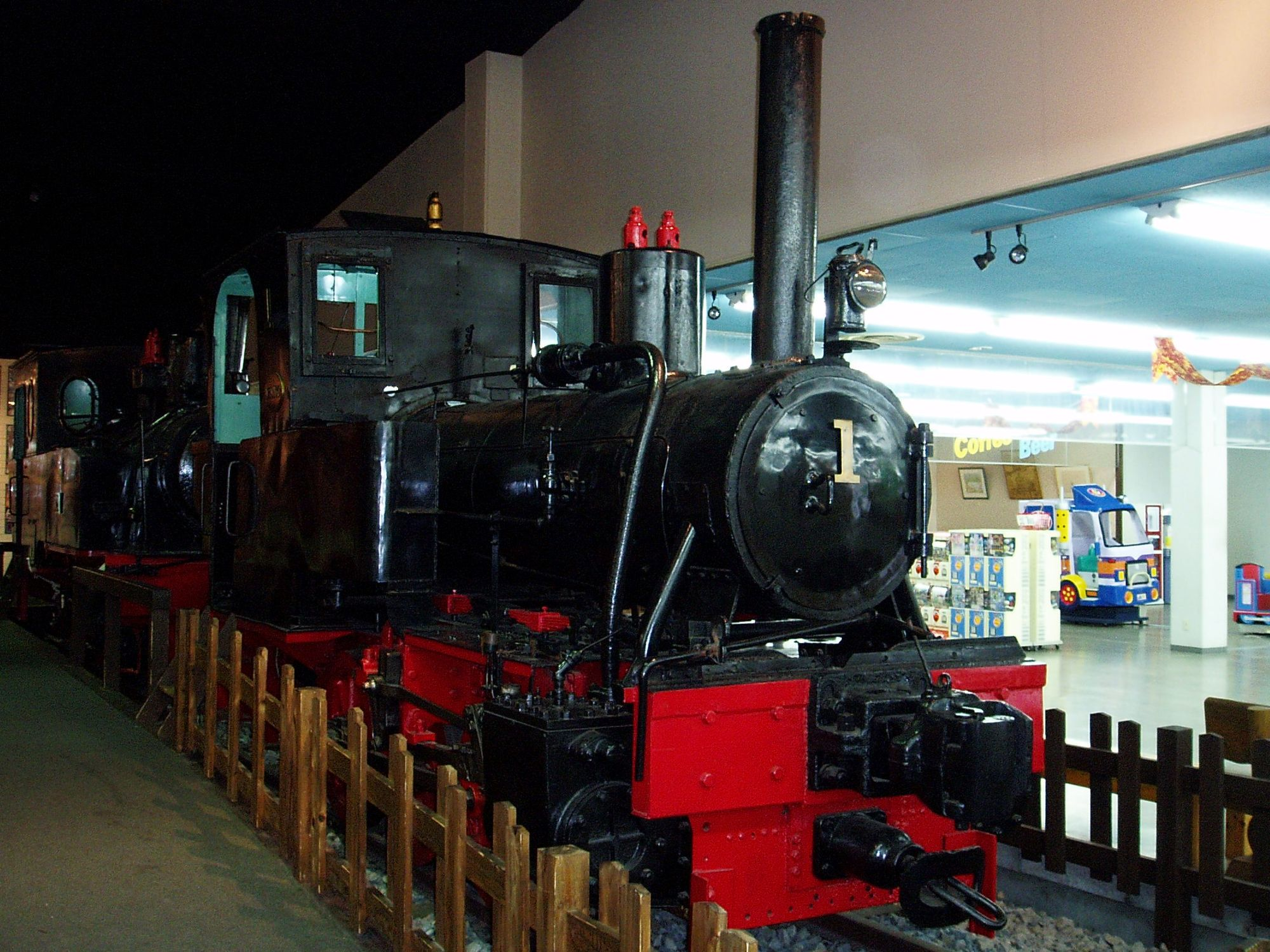
Eisenbahnmuseum

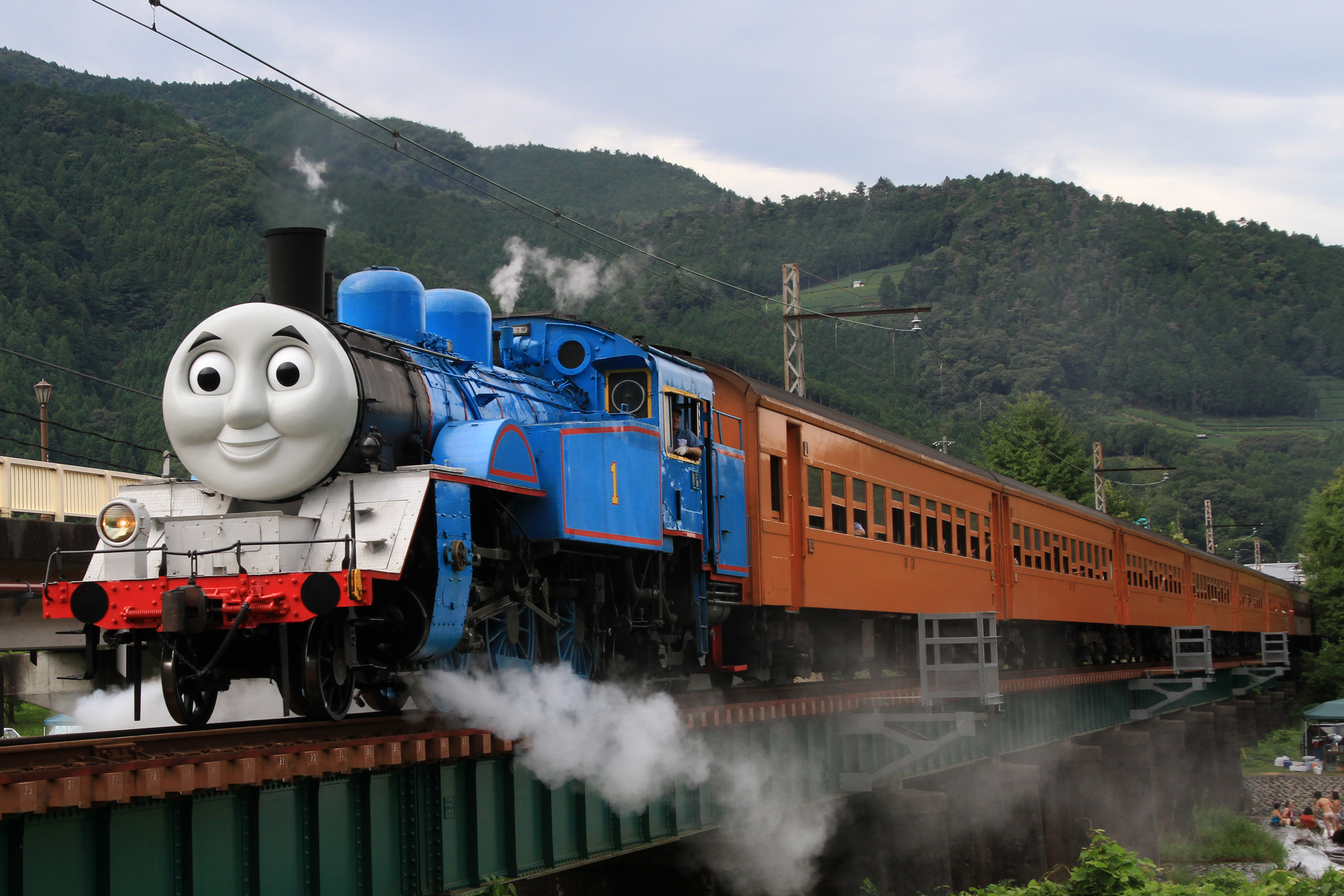
Baureihe C11 227 (Thomas, die kleine Lokomotive)

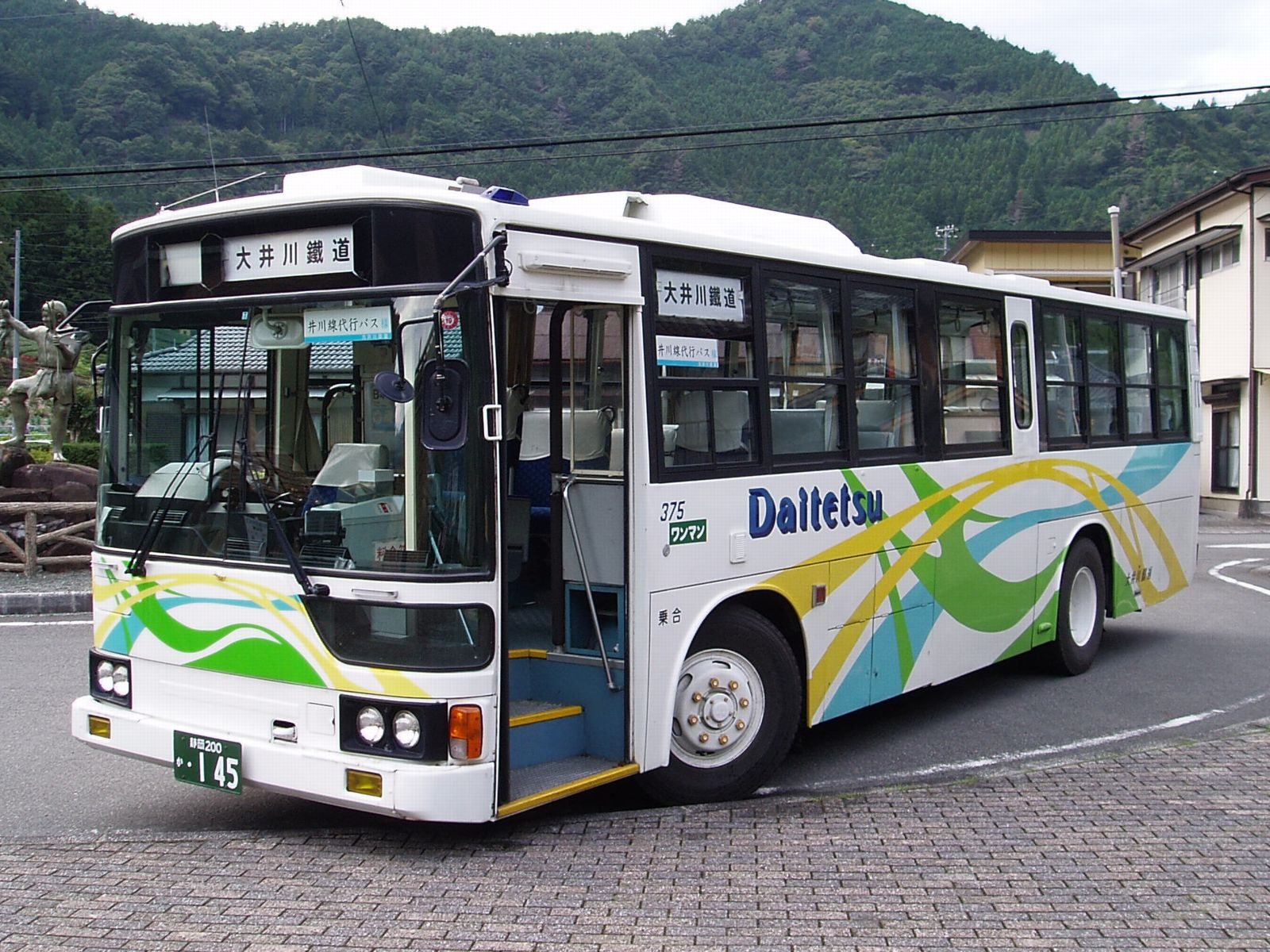
Linienbus von Daitetsu Advance

Im Tal des Flusses Ōi führt die Ōigawa Tetsudō den Verkehr auf folgenden Bahnstrecken durch:
- Ōigawa-Hauptlinie von Kanaya nach Senzu (39,5 km)
- Ikawa-Linie von Senzu nach Ikawa (25,5 km)

Beide Bahnstrecken verwenden die Kapspur (1067 mm) als Spurweite, doch ist durchgehender Personenverkehr aufgrund unterschiedlicher Lichtraumprofile nicht möglich. Auf der Ōigawa-Hauptlinie verkehren neben Nahverkehrszügen täglich das ganze Jahr über Sonderzüge mit historischen Fahrzeugen. Auf der Ikawa-Linie ist die Ōigawa Tetsudō nur für den Betrieb zuständig, die Strecke ist im Besitz des Elektrizitätsunternehmens Chūbu Denryoku. Darüber hinaus betreibt die Bahngesellschaft im Bahnhof Shin-Kanaya das Eisenbahnmuseum Loco Plaza, in dem zwei Dampflokomotiven und ein Triebwagen präsentiert werden.
Ebenfalls zum Unternehmen gehören mehrere Tochtergesellschaften:
- Daitetsu Advance: Linienbusverkehr und Taxibetrieb im Einzugsgebiet der Bahnlinien
- Kakugawa Daitetsu Taxi: Taxibetrieb in der Stadt Kakegawa
- Daitetsu Media Creation

Seit 1986 pflegt die Ōigawa Tetsudō eine Partnerschaft mit der Alishan-Waldbahn in Taiwan. Eine weitere Partnerschaft besteht seit 1997 mit der Brienz-Rothorn-Bahn in der Schweiz.

## Geschichte
Die Gründung der Bahngesellschaft erfolgte am 10. März 1925. In mehreren Etappen eröffnete sie in den Jahren 1927 bis 1931 die Ōigawa-Hauptlinie. Diese Bahnstrecke diente in erster Linie dazu, talwärts Holz zu transportieren sowie bergwärts Baumaterial und Arbeiter zu den Baustellen verschiedener Talsperren und Wasserkraftwerke zu befördern. Am 1. August 1959 übernahm die Ōigawa Tetsudō die Betriebsführung auf der daran anschließenden Ikawa-Linie. Diese war von der Elektrizitätsgesellschaft Ōigawa Denki bzw. deren Nachfolgerin Chūbu Denryoku errichtet und 1954 fertiggestellt worden.
1970 beschloss das Unternehmen, eine im Jahr 1892 von der britischen Firma Dübs and Company erbaute Dampflokomotive zu erwerben, um sie vor der Verschrottung zu bewahren und in betriebsfähigem Zustand zu erhalten. Nach dem Erwerb einer Dampflokomotive der Baureihe C56 begann die Ōigawa Tetsudō am 9. Juli 1976, regelmäßig Sonderfahrten auf der Ōigawa-Hauptlinie durchzuführen. Im Laufe der Jahre kamen weitere Lokomotiven und Personenwagen sowie eine Drehscheibe von Ransomes & Rapier hinzu.
Die Sonderfahrten entwickelten sich zum Hauptstandbein des Unternehmens und tragen heute 90 % des Umsatzes bei. Aufgrund des Tōhoku-Erdbebens 2011 nahm die Zahl der Gruppenreisenden stark ab, was das Unternehmen vor finanzielle Probleme stellte. Das Angebot wurde reduziert und die Meitetsu Group stieg als Hauptaktionärin aus. Daraufhin übernahm das Tourismusunternehmen Eclipse Hidaka am 1. September 2015 die Aktienmehrheit.